# BBC Sparta Bertrange
O Basket-Ball Sparta Bertrange é um clube profissional de basquetebol situado na cidade de Bertrange, Cantão de Luxemburgo, Luxemburgo que disputa atualmente a Nationale 1. Fundado em 1935, manda seus jogos no Ginásio Atert.

## Temporada por temporada
| Temporada | Nivel | Liga       | Pos. | Resultado        | Copa de Luxemburgo | Competições Europeias | Competições Europeias | Competições Europeias |
| --------- | ----- | ---------- | ---- | ---------------- | ------------------ | --------------------- | --------------------- | --------------------- |
| 2011-12   | 1     | National 1 | 2    | Segundo Colocado | -                  |                       |                       |                       |
| 2012-13   | 1     | National 1 | 1    | Campeão          | -                  |                       |                       |                       |
| 2013–14   | 1     | National 1 | 5    |                  | –                  | –                     | –                     | –                     |
| 2014–15   | 1     | National 1 | 7    |                  | –                  | –                     | –                     | –                     |
| 2015–16   | 1     | National 1 | 6    |                  | –                  | –                     | –                     | –                     |
| 2016-17   | 1     | National 1 | 6    |                  |                    |                       |                       |                       |

## Títulos

### Nationale 1
- Campeão (11x): 1958, 1960, 1969, 1974, 1979, 1986, 1987, 2005, 2007, 2008, 2012

### Copa de Luxemburgo
- Campeão (5x): 1960, 1973, 1985, 1997, 2010